# Bruchophagus
Bruchophagus is een geslacht van vliesvleugeligen uit de familie Eurytomidae. De wetenschappelijke naam van dit geslacht is voor het eerst geldig gepubliceerd in 1888 door Ashmead.

## Soorten
Het geslacht Bruchophagus omvat de volgende soorten:
- Bruchophagus abnormis Zerova, 1984
- Bruchophagus acaciae (Cameron, 1910)
- Bruchophagus albivena (Girault, 1925)
- Bruchophagus ambiguus Szelényi, 1976
- Bruchophagus ampelodesmae (Viggiani, 1967)
- Bruchophagus annamalaicus Narendran, 1994
- Bruchophagus apoorvus Narendran, 1994
- Bruchophagus arabicus (Zerova & Dawah, 2003)
- Bruchophagus astragali Fedoseeva, 1954
- Bruchophagus ater (Walker, 1932)
- Bruchophagus atropurpureus (Zerova, 1971)
- Bruchophagus bajariae (Erdös, 1957)
- Bruchophagus beijingensis Fan & Liao, 1991
- Bruchophagus binotatus (Ashmead, 1900)
- Bruchophagus borealis Ashmead, 1894
- Bruchophagus brachyscelidis (Cameron, 1912)
- Bruchophagus brasiliensis (Ashmead, 1904)
- Bruchophagus brevipetiolatus (Girault, 1915)
- Bruchophagus bruchophagoides (Girault, 1925)
- Bruchophagus capitaticornis (Girault, 1924)
- Bruchophagus caucasicus Zerova, 1992
- Bruchophagus cecili (Girault, 1929)
- Bruchophagus chauceri (Girault, 1935)
- Bruchophagus ciriventris Fan & Liao, 1991
- Bruchophagus clelandi (Cameron, 1912)
- Bruchophagus coluteae (Boucek, 1954)
- Bruchophagus conapionis (Rasplus, 1988)
- Bruchophagus coronillae Erdélyi & Szelényi, 1975
- Bruchophagus cylindricus (Thomson, 1876)
- Bruchophagus dahuricus Zerova, 1992
- Bruchophagus davidi (Girault, 1927)
- Bruchophagus declivis (Zerova, 2006)
- Bruchophagus desertus Zerova, 1994
- Bruchophagus dorycnii Zerova, 1970
- Bruchophagus eleuther (Walker, 1839)
- Bruchophagus ephedrae (Steffan, 1961)
- Bruchophagus euniger Özdikmen, 2011
- Bruchophagus evolans Szelényi, 1961
- Bruchophagus fellis (Girault, 1928)
- Bruchophagus filisilvae (Girault, 1927)
- Bruchophagus flavicoxa (Zerova, 2006)
- Bruchophagus flavus (Zerova, 1978)
- Bruchophagus gibbus (Boheman, 1836)
- Bruchophagus globiculatus Szelényi, 1976
- Bruchophagus glycyrrhizae (Nikol'skaya, 1952)
- Bruchophagus gonuli Özdikmen, 2011
- Bruchophagus grassius Narendran, 1994
- Bruchophagus grewiae Narendran, 1994
- Bruchophagus grisselli McDaniel & Boe, 1991
- Bruchophagus haydni (Girault, 1933)
- Bruchophagus hedysari Fedoseeva, 1956
- Bruchophagus hippocrepidis Zerova, 1969
- Bruchophagus houardi (Risbec, 1957)
- Bruchophagus houstoniai Narendran, 1994
- Bruchophagus huangchei Liao & Fan, 1987
- Bruchophagus incrassatus (Thomson, 1876)
- Bruchophagus indigoferae (Risbec, 1951)
- Bruchophagus interior Neser & Prinsloo, 2004
- Bruchophagus intermedius (Thomson, 1876)
- Bruchophagus iranicus Özdikmen, 2011
- Bruchophagus justitia (Girault, 1915)
- Bruchophagus kelebiana (Erdös, 1957)
- Bruchophagus koelpiniae (Zerova, 1978)
- Bruchophagus kononovae Zerova, 1994
- Bruchophagus lindemani (Zerova, 1982)
- Bruchophagus luteobasis (Girault, 1931)
- Bruchophagus lyubai Narendran, 1994
- Bruchophagus macronycis Fedoseeva, 1956
- Bruchophagus maeterlincki (Girault, 1915)
- Bruchophagus mamayevi (Zerova, 2008)
- Bruchophagus mandelai Narendran, 1994
- Bruchophagus manii Narendran, 1994
- Bruchophagus medicaginis Zerova, 1992
- Bruchophagus mellipes Gahan, 1919
- Bruchophagus metallicus (Erdös, 1955)
- Bruchophagus mexicanus Ashmead, 1894
- Bruchophagus microphtholmus (Thomson, 1876)
- Bruchophagus minimus (Zerova, 1971)
- Bruchophagus mongolicus (Zerova, 1971)
- Bruchophagus muli Boucek & Brough, 1985
- Bruchophagus murrayi (Girault, 1929)
- Bruchophagus mutabilis Nikol'skaya, 1952
- Bruchophagus natheni Narendran, 1994
- Bruchophagus neepalensis Narendran, 1994
- Bruchophagus negriensis Narendran, 1994
- Bruchophagus niger (Girault, 1913)
- Bruchophagus nigrella Özdikmen, 2011
- Bruchophagus nigrescens (Szelényi, 1971)
- Bruchophagus nigrinotatus (Girault, 1915)
- Bruchophagus nikolskaji Zerova, 1975
- Bruchophagus nikolskayae (Zerova, 1968)
- Bruchophagus nitrariae (Zerova, 1978)
- Bruchophagus noctua Girault, 1917
- Bruchophagus noyesi Narendran, 1994
- Bruchophagus ollenbachi Mani & Kaul, 1974
- Bruchophagus ononis (Mayr, 1878)
- Bruchophagus opus (Girault, 1913)
- Bruchophagus orarius Neser & Prinsloo, 2004
- Bruchophagus orientalis Zerova, 1992
- Bruchophagus oxytropidis Zerova, 1978
- Bruchophagus parvulus Zerova, 1994
- Bruchophagus pavlovskii (Nikol'skaya, 1955)
- Bruchophagus peethavarnus Narendran, 1994
- Bruchophagus petiolatus Zerova, 2005
- Bruchophagus phlei (Erdös, 1969)
- Bruchophagus pidytes (Walker, 1839)
- Bruchophagus platypterus (Walker, 1834)
- Bruchophagus ponticus Zerova, 1994
- Bruchophagus prathiaegus Narendran, 1994
- Bruchophagus pseudobeijingensis Fan & Liao, 1991
- Bruchophagus pseudomongolicus Özdikmen, 2011
- Bruchophagus pubescens (Zerova, 1971)
- Bruchophagus punctatus (Zerova, 1971)
- Bruchophagus quadriguttatus (Girault, 1915)
- Bruchophagus queenslandensis (Girault, 1914)
- Bruchophagus quinlani Narendran, 1994
- Bruchophagus ravola (Walker, 1839)
- Bruchophagus rexus Narendran, 1995
- Bruchophagus robiniae Zerova, 1970
- Bruchophagus roddi Gussakovskiy, 1933
- Bruchophagus rostandi (Girault, 1915)
- Bruchophagus salsolae (Zerova, 1978)
- Bruchophagus saxatilis Zerova, 1975
- Bruchophagus sculptus (Ashmead, 1887)
- Bruchophagus secundus (Girault, 1915)
- Bruchophagus sensoriae Chen, 1999
- Bruchophagus seravschanicus Zerova, 1972
- Bruchophagus seyali (Risbec, 1951)
- Bruchophagus shohadae (Zerova, 2008)
- Bruchophagus shonagatrus Narendran, 1994
- Bruchophagus shonanethrus Narendran, 1994
- Bruchophagus silvensis (Girault, 1915)
- Bruchophagus smirnoviae Nikol'skaya, 1955
- Bruchophagus sophorae Crosby & Crosby, 1929
- Bruchophagus soror (Girault, 1915)
- Bruchophagus spotus Narendran, 1994
- Bruchophagus squamea (Walker, 1834)
- Bruchophagus stepicola (Zerova, 1978)
- Bruchophagus stigma (Zerova, 1978)
- Bruchophagus striatifemur (Girault, 1929)
- Bruchophagus suaedae (Zerova & Dawah, 2003)
- Bruchophagus subpilosus (Zerova, 1971)
- Bruchophagus subsulcatus (Thomson, 1876)
- Bruchophagus szelenyii (Zerova, 1974)
- Bruchophagus tagorei Narendran, 1994
- Bruchophagus tasmanicus (Cameron, 1912)
- Bruchophagus tasmaniensis (Girault, 1926)
- Bruchophagus tauricus Zerova, 1975
- Bruchophagus terrae (Girault, 1929)
- Bruchophagus timaspidis (Mayr, 1904)
- Bruchophagus trigonellae Zerova, 1970
- Bruchophagus trjapitzini (Zerova, 1978)
- Bruchophagus turkestanicus Zerova, 1994
- Bruchophagus verticalis (Zerova, 1971)
- Bruchophagus vignae (Risbec, 1951)
- Bruchophagus violaceus (Zerova, 1971)
- Bruchophagus virginicus (Girault, 1915)
- Bruchophagus volux (Walker, 1839)
- Bruchophagus vulgaris (Girault, 1913)
- Bruchophagus yasumatsui Narendran, 1994
- Bruchophagus zoe (Zerova, 1995)